# Azulè
L'azulè o azulé és un hidrocarbur sòlid cristal·lí isòmer del naftalè, però amb propietats sensiblement diferents d'aquest. Es presenta sota forma de cristalls d'un color blau fosc, mentre que el naftalè és blanc. S'utilitza en cosmètica.
Es troba a la natura com a component dels olis essencials de la camamilla pudent (Tanacetum annuum) que en conté entre el 9% i el 12% (sota la forma de camazulè), del milfulles (Achillea millefolium) que conté vora el 3% de camazulè i del xiprer blau (callitris intratropica) qui conté vora un 1% de guaiazulè.
L'azulè és conegut des del segle xv, com cromòfor blau obtingut de la destil·lació de tiges de la camamilla (Matricaria recutita). El cromòfor va ser descobert també en diverses espècies del gènere Artemisia i nomenat el 1863 per Septimus Piesse. La seva estructura va ser descrita per primer cop per Lavoslav Ružička, i va ser sintetitzat el 1937 per Placidus Plattner.